# Annie Pardo Cemo
Pour les articles homonymes, voir Pardo.
Pardo  Cemo est un nom espagnol. Le premier nom de famille, en général paternel, est Pardo ; le second, en général maternel, souvent omis, est Cemo.
Annie Pardo Cemo, née le 6 juin 1940 à Mexico, est une biologiste mexicaine.

## Premiers années
Annie Pardo Cemo, née en 1940, est la fille de juifs séfarades originaires de Sofia, en Bulgarie, qui ont émigré au Mexique dans les années 1940 en raison de la persécution des juifs en Bulgarie pendant la Seconde Guerre mondiale.
En 1960, elle se marie avec l'ingénieur chimiste Carlos Sheinbaum Yoselevitz, avec qui elle a trois enfants : Julio, Claudia et Adriana. Le couple participe au mouvement étudiant de 1968.

## Parcours académique
Annie Pardo obtient une licence en biologie à la faculté des sciences de l'université nationale autonome du Mexique (UNAM). Elle obtient une maîtrise et un doctorat en biochimie dans la même université. Elle effectue des séjours de recherche à l'université de Washington à Saint-Louis, Missouri ; à l'université de l'Illinois à Chicago, et au département de pathologie du Baylor College of Medicine à Houston, Texas.
En 1980, elle fonde le laboratoire de recherche en biochimie de la faculté des sciences de l'UNAM. Elle est professeure « titulaire C » à la faculté des sciences de l'UNAM et est nommée « chercheuse niveau III » du Système national de chercheurs.
En mai 2023, elle reçoit le Prix national des sciences et arts dans la catégorie des sciences physico-mathématiques et naturelles pour « ses recherches en biochimie, sur les maladies pulmonaires et aussi sur le vieillissement »,.